# Copa FA de China 2022
La Copa FA de China 2022 (Chino: 燕京啤酒2022中国足球协会杯) fue la 24.ª edición de esta competición anual de la Copa de China de fútbol. Inició el 20 de agosto de 2022 con la primera ronda y finalizó el 15 de enero de 2023. El campeón defensor fue Shandong Taishan, que ganó su séptimo título de copa la temporada pasada y volvió a ganar esta edición consiguiendo su octava estrella de copa; el ganador de este torneo participó en la Liga de Campeones de la AFC 2023-24.

## Calendario
El calendario fue anunciado los días previos al inicio de la competición.
| Etapa            | Fechas                     | Número de equipos participantes | Clubes entrantes en esta ronda |
| ---------------- | -------------------------- | ------------------------------- | --- |
| Primera ronda    | 20–22 de agosto de 2022    | 18 → 9                          | - 18: equipos de la China League One 2022 |
| Segunda ronda    | 16–18 de noviembre de 2022 | 32 (23+9) → 16                  | - 18: equipos de la Superliga de China 2022 - 3: mejores equipos de la China League Two 2022 - 2: mejores equipos de la Liga de Campeones de China 2021 |
| Tercera ronda    | 17–19 de diciembre de 2022 | 16 → 8                          | |
| Cuartos de final | 4–8 de enero de 2023       | 8 → 4                           | |
| Semifinales      | 11 de enero de 2023        | 4 → 2                           | |
| Final            | 15 de enero de 2023        | 2 → 1                           | |

## Primera ronda
El sorteo de la primera ronda fue el 15 de agosto de 2022.
| Equipo 1                  | Resultado    | Equipo 2                        |
| ------------------------- | ------------ | ------------------------------- |
| Suzhou Dongwu             | 2–0          | Beijing Institute of Technology |
| Zibo Cuju                 | 3–1          | Shanghai Jiading Huilong        |
| Heilongjiang Lava Spring  | 2–2 (7–8 p.) | Qingdao Jonoon                  |
| Nantong Zhiyun            | 0–2          | Shijiazhuang Gongfu             |
| Kunshan                   | 4–2          | Shenyang Urban                  |
| Shaanxi Chang'an Athletic | 0–1          | Guangxi Pingguo Haliao          |
| Sichuan Jiuniu            | 4–2          | Beijing Sport University        |
| Jiangxi Beidamen          | 4–3          | Xinjiang Tianshan Leopard       |
| Nanjing City              | 0–0 (4–2 p.) | Qingdao Youth Island            |

## Segunda ronda
El sorteo de la segunda ronda fue el 5 de septiembre de 2022 y los partidos estuvieron programados entre el 16–18 de noviembre de 2022.
| Equipo 1               | Resultado    | Equipo 2               |
| ---------------------- | ------------ | ---------------------- |
| Jiangxi Beidamen       | 0–5          | Shanghái Shenhua       |
| Shijiazhuang Gongfu    | 2–6          | Meizhou Hakka          |
| Jinan Xingzhou         | 1–0          | Changchun Yatai        |
| Sichuan Jiuniu         | 2–4          | Guangzhou              |
| Xi'an Ronghai          | 0–1          | Guangzhou City         |
| Chengdu Rongcheng      | 3–0          | Hebei                  |
| Qingdao Jonoon         | 0–2          | Shandong Taishan       |
| Zibo Cuju              | 1–0          | Shenzhen               |
| Dandong Hantong        | 1–5          | Wuhan Three Towns      |
| Kunshan                | 0–4          | Tianjin Jinmen Tiger   |
| Yanbian Longding       | 1–5          | Cangzhou Mighty Lions  |
| Guangxi Pingguo Haliao | 1–4          | Henan Songshan Longmen |
| Beijing Guoan          | 2–2 (3–5 p.) | Jingchuan Wenhui       |
| Nanjing City           | 0–5          | Shanghái Port          |
| Suzhou Dongwu          | 2–2 (7–6 p.) | Wuhan Yangtze River    |
| Dalian Pro             | 0–1          | Zhejiang               |

## Tercera ronda
Los partidos se disputaron entre el 17–19 de diciembre de 2022.
| Equipo 1               | Resultado | Equipo 2             |
| ---------------------- | --------- | -------------------- |
| Shandong Taishan       | 3–0       | Zibo Cuju            |
| Wuhan Three Towns      | 3–0       | Tianjin Jinmen Tiger |
| Jingchuan Wenhui       | 2–3       | Jinan Xingzhou       |
| Cangzhou Mighty Lions  | 3–1       | Guangzhou            |
| Suzhou Dongwu          | 0–3       | Shanghái Port        |
| Henan Songshan Longmen | 0–3       | Shanghái Shenhua     |
| Chengdu Rongcheng      | 3–0       | Meizhou Hakka        |
| Zhejiang               | 3–0       | Guangzhou City       |

## Fase final

### Cuadro de desarrollo
|  | Cuartos de final        | Cuartos de final        | Cuartos de final        | Cuartos de final        | Cuartos de final        |   |                  | Semifinales         | Semifinales         | Semifinales         |  |                  | Final               | Final               | Final               |  |
|  | 4 al 8 de enero de 2023 | 4 al 8 de enero de 2023 | 4 al 8 de enero de 2023 | 4 al 8 de enero de 2023 | 4 al 8 de enero de 2023 |   |                  | 11 de enero de 2023 | 11 de enero de 2023 | 11 de enero de 2023 |  |                  | 15 de enero de 2023 | 15 de enero de 2023 | 15 de enero de 2023 |  |
|  |                         |                         |                         |                         |                         |   |                  |                     |                     |                     |  |                  |                     |                     |                     |  |
|  |                         |                         |                         |                         |                         |   |                  |                     |                     |                     |  |                  |                     |                     |                     |  |
|  | Shandong Taishan        | Shandong Taishan        | 3                       | 3                       | 6                       |   |                  |                     |                     |                     |  |                  |                     |                     |                     |  |
|  | Shandong Taishan        | Shandong Taishan        | 3                       | 3                       | 6                       |   |                  |                     |                     |                     |  |                  |                     |                     |                     |  |
|  | Wuhan Three Towns       | Wuhan Three Towns       | 1                       | 0                       | 1                       |   |                  |                     |                     |                     |  |                  |                     |                     |                     |  |
|  | Wuhan Three Towns       | Wuhan Three Towns       | 1                       | 0                       | 1                       |   | Shandong Taishan | Shandong Taishan    | 2                   |                     |  |                  |                     |                     |                     |  |
|  |                         |                         |                         |                         |                         |   | Shandong Taishan | Shandong Taishan    | 2                   |                     |  |                  |                     |                     |                     |  |
|  |                         |                         | Shanghái Shenhua        | Shanghái Shenhua        | 0                       |   |                  |                     |                     |                     |  |                  |                     |                     |                     |  |
|  | Shanghái Shenhua        | Shanghái Shenhua        | Shanghái Shenhua        | Shanghái Shenhua        | 0                       | 5 | 2                | 7                   |                     |                     |  |                  |                     |                     |                     |  |
|  | Shanghái Shenhua        | Shanghái Shenhua        |                         |                         |                         |   |                  | 7                   |                     |                     |  |                  |                     |                     |                     |  |
|  | Cangzhou Mighty Lions   | Cangzhou Mighty Lions   | 1                       | 0                       | 1                       |   |                  |                     |                     |                     |  |                  |                     |                     |                     |  |
|  | Cangzhou Mighty Lions   | Cangzhou Mighty Lions   | 1                       | 0                       | 1                       |   |                  |                     |                     |                     |  | Shandong Taishan | Shandong Taishan    | 2                   |                     |  |
|  |                         |                         |                         |                         |                         |   |                  |                     |                     |                     |  | Shandong Taishan | Shandong Taishan    | 2                   |                     |  |
|  |                         |                         | Zhejiang                | Zhejiang                | 1                       |   |                  |                     |                     |                     |  |                  |                     |                     |                     |  |
|  | Shanghái Port           | Shanghái Port           | Zhejiang                | Zhejiang                | 1                       | 4 | 4                | 8                   |                     |                     |  |                  |                     |                     |                     |  |
|  | Shanghái Port           | Shanghái Port           |                         |                         |                         |   |                  | 8                   |                     |                     |  |                  |                     |                     |                     |  |
|  | Chengdu Rongcheng       | Chengdu Rongcheng       | 0                       | 0                       | 0                       |   |                  |                     |                     |                     |  |                  |                     |                     |                     |  |
|  | Chengdu Rongcheng       | Chengdu Rongcheng       | 0                       | 0                       | 0                       |   | Shanghái Port    | Shanghái Port       | 0 (3)               |                     |  |                  |                     |                     |                     |  |
|  |                         |                         |                         |                         |                         |   | Shanghái Port    | Shanghái Port       | 0 (3)               |                     |  |                  |                     |                     |                     |  |
|  |                         |                         | Zhejiang                | Zhejiang                | 0 (5)                   |   |                  |                     |                     |                     |  |                  |                     |                     |                     |  |
|  | Zhejiang                | Zhejiang                | Zhejiang                | Zhejiang                | 0 (5)                   | 3 | 2                | 5                   |                     |                     |  |                  |                     |                     |                     |  |
|  | Zhejiang                | Zhejiang                |                         |                         |                         |   |                  | 5                   |                     |                     |  |                  |                     |                     |                     |  |
|  | Jinan Xingzhou          | Jinan Xingzhou          | 0                       | 1                       | 1                       |   |                  |                     |                     |                     |  |                  |                     |                     |                     |  |
|  | Jinan Xingzhou          | Jinan Xingzhou          | 0                       | 1                       | 1                       |   |                  |                     |                     |                     |  |                  |                     |                     |                     |  |
|  |                         |                         |                         |                         |                         |   |                  |                     |                     |                     |  |                  |                     |                     |                     |  |

### Cuartos de final
| Ida; 4 de enero de 2023 | Shandong Taishan                                | 3 – 1   | Wuhan Three Towns | Suzhou Sports Center, Suzhou |                      |
| 14:00 (UTC+8)           | - Song Long 42' - Lui Yang 56' - Liu Binbin 86' | Reporte | Tao Qianglong 4'  | Árbitro(s): Wang Zhe         | Árbitro(s): Wang Zhe |

| Vuelta; 7 de enero de 2023 | Wuhan Three Towns | 0 – 3 (Global 1 – 6) | Shandong Taishan                          | Suzhou Olympic Sports Center, Suzhou |                   |
| 16:30 (UTC+8)              |                   | Reporte              | - Moisés 30' (pen.), 55' - Son Jun-ho 43' | Árbitro(s): Yu Bo                    | Árbitro(s): Yu Bo |

| Ida; 4 de enero de 2023 | Shanghái Shenhua                                                                           | 5 – 1   | Cangzhou Mighty Lions | Suzhou Olympic Sports Center, Suzhou |                     |
| 16:30 (UTC+8)           | - Ren Shizhe 25' (a.g.) - Francis 45+2' - Ernanduo 56' - Zhou Junchen 63' - Xu Yougang 79' | Reporte | Luo Jing 69'          | Árbitro(s): Xing Qi                  | Árbitro(s): Xing Qi |

| Vuelta; 7 de enero de 2023 | Cangzhou Mighty Lions | 0 – 2 (Global 1 – 7) | Shanghái Shenhua                    | Suzhou Sports Center, Suzhou |                            |
| 14:00 (UTC+8)              |                       | Reporte              | - Ernanduo 31' - Yang Zexiang 90+2' | Árbitro(s): Zhang Xiaochen   | Árbitro(s): Zhang Xiaochen |

| Ida; 5 de enero de 2023 | Shanghái Port                                                   | 4 – 0   | Chengdu Rongcheng | Suzhou Sports Center, Suzhou |                       |
| 14:00 (UTC+8)           | - Wang Shenchao 31' - Lü Wenjun 54' - Kallon 74' - Wu Lei 90+4' | Reporte |                   | Árbitro(s): Wang Jing        | Árbitro(s): Wang Jing |

| Vuelta; 8 de enero de 2023 | Chengdu Rongcheng | 0 – 4 (Global 0 – 8) | Shanghái Port                                             | Suzhou Olympic Sports Center, Suzhou |                     |
| 16:30 (UTC+8)              |                   | Reporte              | - Wu Lei 43' - Liu Zhurun 83' - Oscar 90+1' - Haliq 90+3' | Árbitro(s): Liu Wei                  | Árbitro(s): Liu Wei |

| Ida; 5 de enero de 2023 | Zhejiang                                               | 3 – 0   | Jinan Xingzhou | Suzhou Olympic Sports Center, Suzhou |                       |
| 16:30 (UTC+8)           | - Gao Di 28' - Yao Junsheng 67' - Wang Dongsheng 90+2' | Reporte |                | Árbitro(s): Zhang Lei                | Árbitro(s): Zhang Lei |

| Vuelta; 8 de enero de 2023 | Jinan Xingzhou    | 1 – 2 (Global 1 – 5) | Zhejiang       | Suzhou Sports Center, Suzhou |                     |
| 14:00 (UTC+8)              | Tan Tiancheng 70' | Reporte              | Gao Di 4', 47' | Árbitro(s): Wan Tao          | Árbitro(s): Wan Tao |

### Semifinales
| 11 de enero de 2023 | Shanghái Shenhua | 0 – 2   | Shandong Taishan                    | Suzhou Sports Center, Suzhou |                        |
| 14:00 (UTC+8)       |                  | Reporte | - Shen Long 77' - Moisés 84' (pen.) | Árbitro(s): Shi Zhenlu       | Árbitro(s): Shi Zhenlu |

| 11 de enero de 2023 | Zhejiang                                                       | 0 – 0 (5 – 3 p.)           | Shanghái Port                                 | Suzhou Olympic Sports Center, Suzhou |                      |
| 16:30 (UTC+8)       |                                                                | Reporte                    |                                               | Árbitro(s): Wang Zhe                 | Árbitro(s): Wang Zhe |
|                     |                                                                | Tiros desde el punto penal |                                               |                                      |                      |
|                     | - Andrijašević - Possignolo - Yao Junsheng - Gao Di - Mushekwi |                            | - Lü Wenjun - Wu Lei - Vargas - Zhang Linpeng |                                      |                      |

### Final
| 15 de enero de 2023 | Zhejiang   | 1 – 2   | Shandong Taishan                       | Suzhou Olympic Sports Center, Suzhou                                  |                                                                       |
| 15:30 (UTC+8)       | Gu Bin 36' | Reporte | - Chen Pu 53' - Zhang Jiaqi 90' (a.g.) | Asistencia: 21 079 espectadores Árbitro(s): Li Haixin VAR: Shi Zhenlu | Asistencia: 21 079 espectadores Árbitro(s): Li Haixin VAR: Shi Zhenlu |

|                                       |
| Bandera de la República Popular China |
| Campeón Shandong Taishan 8.º título   |